# Ngọc Điền
Ngọc Điền (chữ Hán giản thể: 玉田县, bính âm: Yùtián Xiàn) là một huyện thuộc địa cấp thị Đường Sơn, tỉnh Hà Bắc, Cộng hòa Nhân dân Trung Hoa. Huyện này có diện tích 1165 ki-lô-mét vuông, dân số năm 1999 là 642.581 người.. Mã số bưu chính của huyện Ngọc Điền là
064100. Huyện Ngọc Điền cách trung tâm Đường Sơn 55 km về phía tây bắc, cách thủ đô Bắc Kinh 110 km về phía đông. Chính quyền huyện đóng ở trấn Ngọc Điền.